# ペネイ・スウェル
- ペニー・スウェル

ペネイ・スウェル（Penei Sewell, 2000年10月9日 - ）は、アメリカ領サモアのマラエイミ出身のプロアメリカンフットボール選手。NFLのデトロイト・ライオンズに所属している。ポジションはオフェンシブタックル。

## 経歴

### 生い立ち・ハイスクール
アメリカ領サモアで生まれ育ち、NFL選手を目指せる才能があると見込んだ父の意向によりアメリカ合衆国へ移住した。
高校4年目のシーズンにはオールアメリカンに選出された。

### カレッジ
オレゴン大学に進学し、1年目の2018年シーズンから先発を務めたが、足首の捻挫により8試合の出場に留まった。
2019年シーズンはPac-12最優秀オフェンシブラインマン賞を受賞し、ユナニマスオールアメリカンに選出された。
2020年シーズンは新型コロナウイルスの感染を避けるため、試合に出場しなかった。シーズン終了後、2021年のNFLドラフトにアーリーエントリーした。

### デトロイト・ライオンズ
| 身長                    | 体重            | 腕 の 長 さ       | 手 の 大 き さ    | 40Yrd ダ ッ シ ュ | 10Yrd ス プ リ ッ ト | 20Yrd ス プ リ ッ ト | 20Yrd シ ャ ト ル | 3 コ 丨 ン ド リ ル | 垂 直 跳 び     | 立 ち 幅 跳 び     | ベ ン チ プ レ ス |
| ----------------------- | --------------- | ----------------- | ----------------- | ----------------- | -------------------- | -------------------- | ----------------- | ------------------- | --------------- | ------------------ | ----------------- |
| 6 ft 4+7⁄8 in (195 cm)  | 331 lb (150 kg) | 33+1⁄4 in (84 cm) | 10+3⁄8 in (26 cm) | 5.10 s            | 1.79 s               | 2.97 s               | 4.68 s            | 7.76 s              | 28.0 in (71 cm) | 9 ft 1 in (2.77 m) | 30 回             |
| All values from Pro Day |                 |                   |                   |                   |                      |                      |                   |                     |                 |                    |                   |

2021年のNFLドラフトにて全体7位でデトロイト・ライオンズから指名された。その後、2021年5月19日に4年総額2,410万ドルのルーキー契約を結んだ。
2021年シーズンは16試合に出場し、オールルーキーチームに選出された。
2022年シーズン、第14週のミネソタ・バイキングス戦の終盤に奇策としてレシーバーを務め、9レシーブ獲得ヤードを記録した。このシーズンは初のプロボウルに選出された。
2023年シーズンは17試合に出場し、2年連続のプロボウル、初のオールプロファーストチームに選出された。オフの2024年4月24日にライオンズと4年総額1億1,200万ドルの契約延長に合意した。

## 家族
兄のネフィ・スウェル、弟のノア・スウェルもNFL選手で、現在ネフィはニューオーリンズ・セインツ、ノアはシカゴ・ベアーズに所属している。
元NFL選手のアイザック・ソポアガ、リチャード・ブラウンは叔父にあたる。